# Noria, Jávea
Noria, Jávea es un cuadro del pintor español Joaquín Sorolla, terminado en 1900. Está realizado en óleo sobre lienzo, y tiene un tamaño de 60 x 85,5 cm. Se encuentra en el Museo Sorolla en Madrid. 
El cuadro representa una noria empujada por un asno, con un fondo de vegetación y el mar.